# Faráhán megye
Faráhán megye (perzsául: شهرستان فراهان) Irán Markazi tartományának egyik központi fekvésű megyéje az ország középső, nyugati részén. Északkeleten Tafres megye, keleten Ástiján megye, délen Arák megye, nyugatról Komidzsán megye határolja. Székhelye a 3500 fős Farmahin városa. További városai: Henedzsin, Talháb. A megye lakossága 31 152 fő, területe 2079 km². A megye két kerületre oszlik: Központi kerület, Henedzsin kerület.

## Fordítás
- Ez a szócikk részben vagy egészben  a   Farahan County című angol Wikipédia-szócikk ezen változatának fordításán alapul.  Az eredeti cikk szerkesztőit annak laptörténete sorolja fel. Ez a jelzés csupán a megfogalmazás eredetét és a szerzői jogokat jelzi, nem szolgál a cikkben szereplő információk forrásmegjelöléseként.